# Јавни превоз
Јавни саобраћај је заједнички путнички саобраћај, односно услуга која је доступна за коришћење, за разлику од приватног саобраћаја, као што су такси или приватни аутобуси. Јавни саобраћај обавља се на: сталним линијама (свакодневно), сезонским линијама (школска, излетничка) и ванредним линијама (за време сајмова, манифестација...). Примери јавног превоза укључују градске аутобусе, тролејбусе, трамваје (или лаку железницу) и путничке возове, брзи транзит (метро/субвеј/подземна железница, итд) и трајекте. Јавним превозом између градова доминирају авиокомпаније, аутобуси и међуградска железница. Железничке мреже великих брзина развијају се у многим деловима света.
Већина система јавног превоза одвија се на фиксним рутама са постављеним тачкама улаза/излаза путника према унапред утврђеном реду вожње, и најчешће се услуге пружају са задатом учесталости (нпр. „на сваких 15 минута”, за разлику од планираних у било које одређено доба дана). Међутим, већина путовања у јавном превозу укључује и друге начине путовања, попут путника који пешаче део руте или користе аутобуске услуге до железничких станица. Дељиви таксији нуде услуге по захтеву у многим деловима света, које се могу такмичити са фиксним линијама јавног превоза, или их допуњавати довођењем путника на чворишта. Паратранзит се понекад користи у областима са ниском потражњом и за људе којима је потребна услуга од врата до врата.
Градски јавни превоз се изразито разликује између Азије, Северне Америке и Европе. У Азији, профитом-вођени конгломерати за масовни транзит и некретнине, који су у приватном или јавном власништву, претежно управљају системима јавног транзита. У Северној Америци, општинске транзитне власти најчешће руководе операцијама масовног транзита. У Европи, како државне, тако и приватне компаније претежно оперишу системе масовног транзита. Услуге јавног превоза могу бити профитно оријентисане применом накнада по растојању, или могу бити дотиране из државних субвенција, при чему се паушалне цене наплаћују сваком путнику. Услуге могу бити потпуно профитабилне захваљујући великом броју корисника и високим односима повраћаја наплатних станица, или се могу регулисати и евентуално субвенционисати из локалних или националних пореских прихода. Потпуно субвенционисане, бесплатне услуге постоје у неким градовима.
Из географских, историјских и економских разлога, међународне разлике постоје у погледу употребе и обима јавног превоза. Док земље Старог света имају опсежне и честе системе који опслужују старе и густо насељене градове, многи градови Новог света имају многобројна урбана ширења и много мање свеобухватан јавни превоз. Међународно удружење јавног превоза (енгл. International Association of Public Transport - UITP) је међународна мрежа управа и оператера јавног превоза, доносиоца одлука, научних института и индустријских снабдевача транспортне опреме за јавни превоз. Она има 3.400 чланова у 92 земље из целог света.

## Историја
Превозна средства дизајнирана за јавни најам стара су колико и први трајекти, а најранији јавни превоз био је водени превоз: на копну су људи ходали (понекад у групама и на ходочашћима, како је забележено у изворима као што су Библија и Кентерберијске приче) или (бар у Евроазији и Африци) јахали животиње. Трајекти се појављују у грчкој митологији - лешеви у древној Грчкој сахрањивани су са новчићем испод језика да би се платило скелеџији Харону да их одвезе у Хад.
Неки историјски облици јавног превоза укључују дилижансе, које су путовале фиксним рутама између кочијашких коначишта, коњима вучени бродови са путницима који су плаћали за превоз, што је била карактеристика европских канала од времена њиховог настанка у 17. веку. Сам канал као облик инфраструктуре датира још из антике - древни Египћани су засигурно користили канал за превоз терета да би заобишли Асуански водопад - а Кинези су такође изградили канале за транспорт воде још у периоду зараћених држава, који је започео у 5. веку п. н. е. Остало је непознато да ли су ти канали коришћени за јавни превоз на изнајмљивање; Велики канал у Кини (започет 486. п. н. е.) служио је првенствено за отпрему жита.
Омнибус, први организовани систем јавног превоза у граду, изгледа да је настао у Паризу у Француској 1662. године, иако је та служба, Carrosses à cinq sols, пропала неколико месеци након што је њен оснивач Блез Паскал преминуо у августу 1662. године. Познато је да су се омнибуси следећи пут појавили у Нанту у Француској 1826. Омнибус је у Лондон уведен у јулу 1829. године.
Прва путничка коњска железница отворена је 1806. године. Она је оперисала је између Свонзија и Мамблса у југозападном Велсу у Великој Британији. Џорџ Стивенсон је 1825. године изградио Локомоцију за железницу Стоктон и Дарлингтон на североистоку Енглеске, прву јавну парну железницу на свету.
Први успешни електрични трамвај изграђен је за распон од 12 mi (19 km) пруге за путничку железницу Јунион у Ричмонду у држави Вирџинија 1888. године. Електрични трамваји могли су да превозе већи терет путника него њихови претходници, што је смањило цене и подстакло већу употребу транзита. Две године након успеха у Ричмонду, у Америци је радило преко тридесет две хиљаде електричних трамваја. Електрични трамваји такође су отворили пут првом систему подземне железнице у Америци. Пре електричних трамваја, разматрани су се метрои на парни погон. Међутим, већина људи је веровала да ће путници избегавати димом испуњене тунеле подземне железнице са парним машинама. Године 1894, Бостон је изградио први метро у Сједињеним Државама, електричну линију трамваја у тунелу од 1,5 миље испод тржишне четврти улице Тремонт. Други градови попут Њујорка убрзо су уследили, изградивши стотине километара подземне железнице у наредним деценијама.

## Плаћање
За коришћење услуге јавног саобраћаја путник је дужан да у возилу поседује важећу возну исправу. Путник је дужан да на захтев овлашћеног лица превозника покаже важећу возну исправу. У случају прекида саобраћаја или квара возила превозник је дужан да путницима омогући да истим картама могу да наставе започету вожњу другим возилом.

## Возни парк
Јавни саобраћај у Београду врши се:
- на градским дневним и ноћним линијама (аутобуси, тролејбуси, трамваји)
- на приградским линијама (аутобуси)
- градском железницом

## Такси
Такси превоз је вид јавног ванлинијског превоза путника и ствари за који путник утврђује релацију и за то плаћа износ који покаже таксиметар. Обавља се моторним возилима са највише 5 седишта и са најмање 4 врата.